# يحيى بن سليم المازني
يحيى بن سليم المازني (توفي في 61هـ/ 680 م) من الذين قاتلوا في معركة كربلاء في صف الحسين بن علي بن أبي طالب، وقُتل فيها. وهو من رجال الحديث.

## مقتله
كان وهو يقاتل يقول: